# Groninger Intelligentietest
De Groninger intelligentietest (GIT) is een in Nederland veel gebruikte intelligentietest. Deze test bestaat uit negen onderdelen die verschillende deelaspecten van de intelligentie beogen te meten, zoals onder meer rekensommetjes maken, logisch redeneren en ruimtelijk inzicht. De test werd eind jaren zestig ontwikkeld aan de Rijksuniversiteit Groningen door J. Th. Snijers en F. Verhage. Inmiddels verscheen een herwerkte versie "GIT-2".
In het algemeen staat de GIT bekend als een betrouwbare test, die als alternatief van de WAIS (de meest gebruikte test voor volwassenen) kan worden toegepast. De afnameduur is iets korter. Inhoudelijk behandelt de test iets meer "intelligente vaardigheden" dan "intelligente aanleg", wat de voorspellende waarde van intelligent gedrag daardoor niet minder maakt. De normering is echter aan de summiere kant wat het aantal personen in de steekproef betreft, en bovendien eenzijdig, want alleen met Nederlandse proefpersonen uitgewerkt, zodat hij in Vlaanderen onbruikbaar is. De GIT-2 valt echter nog weleens wat aan de lage kant uit, vooral bij IQ's onder de 100.